# Darcy
Il Darcy, o unità darcy, è un'unità di misura della permeabilità che prende il nome dall'ingegnere francese Henry Darcy. Non fa parte del Sistema internazionale di unità di misura, ma è ampiamente utilizzato in geologia (in particolare in idrogeologia) e nell'ingegneria petrolifera. Come altre misure della permeabilità, un darcy ha la stessa dimensione dell'area, cioè di una lunghezza al quadrato [L²].

## Definizione
La permeabilità misura la capacità dei fluidi di scorrere attraverso un mezzo poroso (ad esempio un terreno o una roccia). Il darcy è definito dalla Legge di Darcy, che può essere scritta:
{\displaystyle v={\frac {\kappa \cdot \Delta P}{\mu \cdot \Delta x}}}
dove:
- {\displaystyle v} è la velocità del fluido che scorre attraverso il mezzo poroso (flusso per unità di superficie);
- {\displaystyle \kappa } è la permeabilità del mezzo;
- {\displaystyle \mu } è la viscosità dinamica del fluido;
- {\displaystyle \Delta P} è la differenza di pressione applicata alle due estremità dell'intervallo del mezzo considerato;
- {\displaystyle \Delta x} è lo spessore del mezzo considerato.

Un mezzo con una permeabilità di 1 darcy permette l'attraversamento di 1 cm³/s di un fluido con una viscosità di 1 centiPoise (1 mPa·s) sotto un gradiente di pressione di 1 atm/cm applicato su un'area di 1 cm².
Sebbene l'unità prenda effettivamente nome da Henry Darcy, la sua abbreviazione non è espressa in maiuscolo, contrariamente all'uso industriale. Nelle pubblicazioni dell'Associazione Americana dei Geologi Petroliferi viene utilizzato il simbolo "d" per il darcy.
Valori tipici di permeabilità variano da oltre 100.000 darcy per la ghiaia a meno di 0,01 microdarcy per il granito; la sabbia ha una permeabilità di circa 1 darcy.
La permeabilità della roccia è espressa solitamente in millidarcy (md) e, dato che le rocce ospitano riserve di idrocarburi o di acqua, essa ha una variabilità tra i 5 e 500 md.

## Origine
Il darcy prende nome da Henry Darcy che ha studiato il flusso di acqua attraverso colonne di sabbia.

## Conversione
Convertito alle unità del SI, 1 darcy equivale a 9, 869233×10−13 m² o 0,9869233 µm². Questa conversione è spesso approssimata a 1 µm². Si noti che questo equivale al reciproco di 1,013250 cioè al fattore di conversione dall'unità di misura atmosfera a bar.